# Zweite Person Singular
Zweite Person Singular (hebräisch גּוּף שֵׁנִי יָחִיד Gūf schenī jachīd) ist der 2010 auf Hebräisch veröffentlichte dritte Roman des arabisch-israelischen Schriftstellers und Journalisten Sayed Kashua. Ins Deutsche übersetzt wurde das Buch von Mirjam Pressler.

## Handlung
Zweite Person Singular erzählt aus zwei Perspektiven die Geschichten zweier arabisch-israelischer Männer, einem erfolgreichen Strafverteidiger und einem Sozialarbeiter, die beide aus kleinen palästinensischen Dörfern kommen und deren Lebenswege in Israel der Autor auf ungewöhnliche Weise miteinander verschränkt.
Der Jurist leitet eine erfolgreiche Anwaltskanzlei in Westjerusalem. Sein Kollege Tariq ist ebenfalls Rechtsanwalt und Samaah ist seine Sekretärin. Obwohl Samaah Jura studiert hat, wird ihr Diplom der Universität von Jordanien in Israel nicht anerkannt. Sie ist außerdem die Tochter eines hochrangigen Mitglieds der Fatah.
Der namenlos bleibende Rechtsanwalt, von dem Kashua in der dritten Person Singular erzählt, bemüht sich sehr darum, sein Image als wohlhabender und gebildeter israelischer Araber zu pflegen. Unter anderem kauft er deswegen jeden Donnerstag einen Roman, auf den er durch die Literaturbeilage einer Tageszeitung aufmerksam wird. Seine Frau studiert Psychologie. Eines Tages findet er einen Liebesbrief in der Handschrift seiner Frau Laila in einem antiquarisch erstandenen Exemplar von Tolstois Die Kreutzersonate. Er wird eifersüchtig, glaubt, dass seine Frau ihn betrügt, und macht sich auf die Suche nach dem Vorbesitzer Jonathan, dessen Name auf der ersten Seite des Buches steht.
Der zweite Handlungsstrang beginnt einige Jahre früher. Der 28-jährige, schüchterne, einsame Amir erzählt aus der Ich-Perspektive. Er arbeitet als Sozialarbeiter in einer Drogenberatungsstelle ebenfalls in Westjerusalem. Er lernt eine neue Praktikantin namens Laila näher kennen, welche ihm eine liebevolle Nachricht auf einem Zettel hinterlässt. Amir verliert den Kontakt zu Laila und vergisst den Zettel in dem Buch Die Kreutzersonate, das er während der nächtlichen Betreuung eines schwerstbehinderten jungen Juden namens Jonathan liest, der eine umfangreiche Bibliothek besitzt.
Jonathan befindet sich nach einem Selbstmordversuch in einem permanenten vegetativen Zustand. Amir und Jonathan sind gleichaltrig und sehen sich sehr ähnlich, weswegen es Amir gelingt, nach Jonathans Tod dessen Identität zu übernehmen. Jonathan wird unter Amirs Namen begraben, und mit dessen jüdischer Identität bekommt Amir den ersehnten Platz in der renommierten Bezalel Academy of Arts and Design.
Schließlich führen die Nachforschungen den Rechtsanwalt zu Jonathan/Amir. Es wird nun klar, dass der Anwalt irrtümlicherweise den alten Zettel im Buch seiner Frau als tatsächlichen Liebesbrief identifiziert hatte.

## Kritik
„Sayed Kashua mischt Elemente von Kriminal- und Entwicklungsroman. Er beschreibt ergreifend die ambivalente Existenz gebildeter israelischer Palästinenser, ihre widersprüchlichen Wünsche, ihr Dilemma als doppelte Minderheit. Sie sind weder in der israelischen Mehrheitsgesellschaft noch in der palästinensischen Gemeinschaft zu Hause. [...] Er macht in knappen Dialogen und inneren Monologen ihre Zerrissenheit und Einsamkeit deutlich. Einmal sind sie wütend, dann wieder melancholisch, immer aber sehen sie sich mit den Augen der anderen. Einen Dialogpartner, mit dem sie sich in der zweiten Person Singular verständigen könnten, haben sie nicht.“

„Im Subtext beider Geschichten wird nichts weniger als das Verhältnis von Kunst und Leben verhandelt. Amir, der sich als Künstler neu erfindet, tut dies um den Preis des Verlustes seiner wahren Identität. Der Rechtsanwalt, der so gern ein Literaturkenner wäre, lebt während der Lektüre der "Kreutzersonate" deren Inhalt gänzlich unreflektiert nach, getrieben von einer blinden Eifersucht, deren Herkunft er sich selbst nicht erklären kann.“

„Trotz aller Leichtigkeit im Ton, aller Lustigkeit wird deutlich, wie ernst es Kashua ist, wie zwanghaft seine Helden auf Identitätssuche sind, wieviel Bitterkeit in ihnen steckt. Und wie wenig sie dem in der israelischen Gesellschaft kursierenden Araberklischee entsprechen.“

## Ausgaben
- גוף שני יחיד (transkribiert: Guf sheni yaḥid), Keter Publishing House, Jerusalem 2010, ISBN 978-965-07-1838-1.
- Zweite Person Singular. Aus dem Hebräischen von Mirjam Pressler. Berlin Verlag, Berlin 2011, ISBN 978-3-8270-1013-1.
- Second Person Singular. Aus dem Hebräischen von Mitch Ginsburg. Grove Press, New York 2012, ISBN 978-0-8021-2019-9.

## Preise
2010 stand das Buch auf der Shortlist für den israelischen Sapir-Literaturpreis. 2011 erhielt Sayed Kashua für Zweite Person Singular nach Amos Oz, David Grossmann und Meir Shalev den mit 50.000 Shekel dotierten israelischen Bernstein-Literaturpreis für den besten original hebräischen Roman. Die Jury betonte den satirischen Blick auf das Israelitentum, vor allem das israelisch-arabische Denken, wie es selten in hebräischer Literatur reflektiert worden sei.

## Verfilmung
Mein Herz tanzt ist ein israelisch-französisch-deutsches Filmdrama von Regisseur Eran Riklis aus dem Jahr 2014, zu dem Kashua das Drehbuch schrieb. Die ursprüngliche Vorlage ist sein autobiografischer Roman Tanzende Araber, von der er aber abwich, indem er Personen und Handlungen aus Zweite Person Singular verwendete.